# Парк Јеловац
Парк Јеловац је јавни градски парк стациониран у централном делу земунског насеља Калварија у граду Београду.

## Карактеристике парка
Парк је трапезног облика и простире се на површини од 5 хектара. Име је добио по презимену породице Јеловац, који су били власници циглане у Земуну. Браћа Јеловац, рођени Земунци су били власници циглане, коју су изгубили након Другог светског рата. Осим индустријског објекта, породица Јеловац је такође поседовала и земљиште на чијем месту је 1984. године изграђен парк. Средином осамдесетих година градске власти одучиле су да подручје парка остане неурбанизовано. Парк је годинама био запуштен, све до 2007. године, када је било покушаја да се на овом подручју изграде стамбене зграде, али је након протеста локалног становништва та акција обустављена и започето је са реновирањем парка. Реконструкција парка започела је у септембру 2007. године и трајала до 16. априла 2008. године. Одрађена је санација дечијих игралишта, изграђене су пешачке стазе, три игралишта за кошарку, одбојку и мали фудбал.
До 2007. године у парку се налазило 254 стабла, а током санације посађено је још 100 стабала високих и 50 средњих стабала лишћара и четинара, а читав простор оплемењен је украсним шибљем, док је на простору од 6.500 m2 засађена нова травната подлога. У парку је постављено 35 нових клупа, 11 ђубријера, а за најмлађе направљене су клацкалице, љуљашке и пењалице. Парк је 2011. године добио јавну чесму

## Локација парка
Парк је стациониран у општини Земун у насељу Калварија. Оивичен је улицама Карла Сопрона, Марије Бурсаћ, Лазара Саватића и Златиборском улицом. На самом излазу из парка са јужне стране налази се основна школа „Раде Кончар”.